# Orde de l'Àliga Blanca

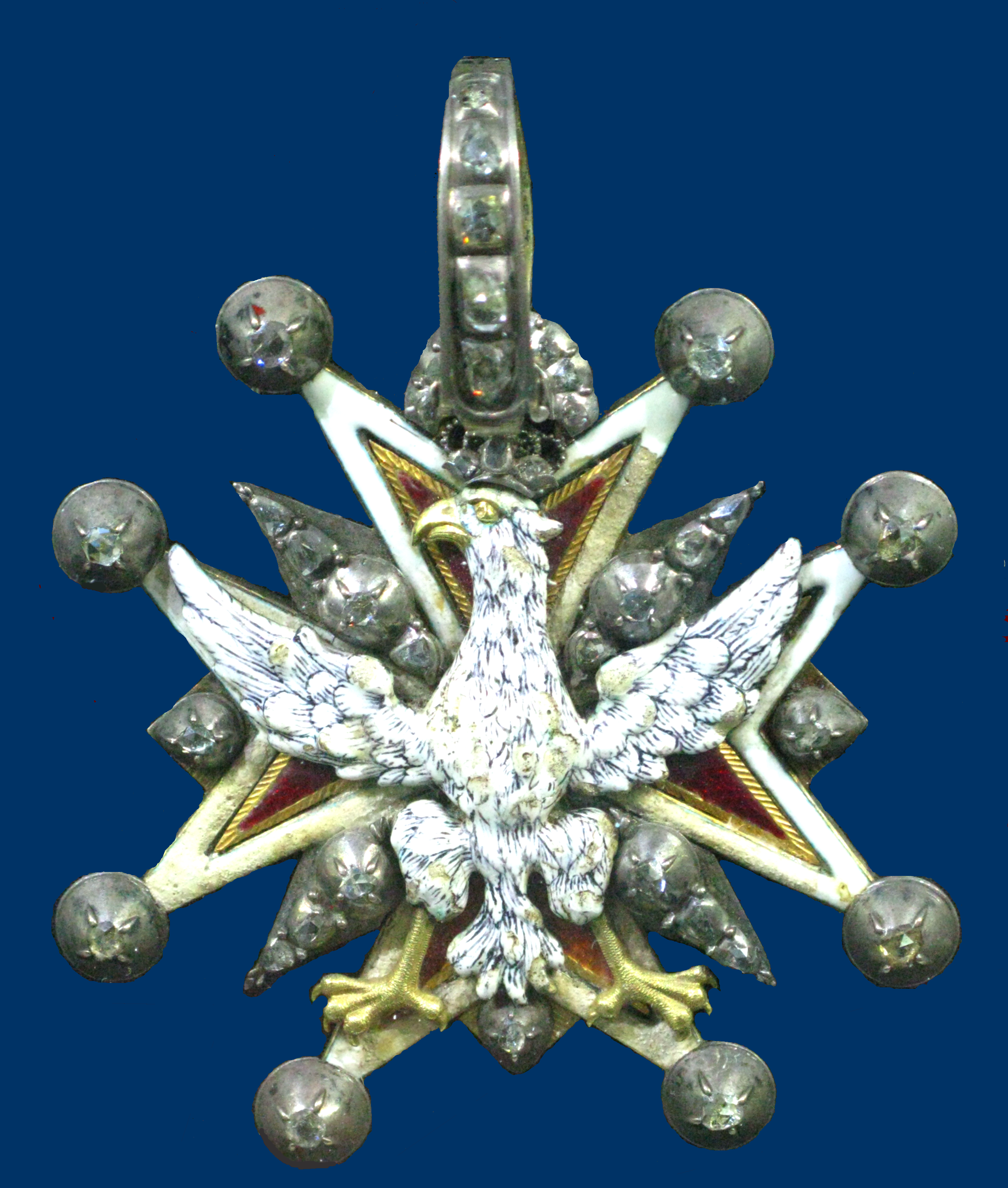
L'Orde al.

L'Orde de l'Àguila Blanca (polonès: Order Orła Białego) és l'orde de mèrit més alt de la República de Polònia i una de les distincions més antigues del món encara en ús. Va ser instituït oficialment l'1 de novembre de 1705 per August II el Fort, rei de Polònia i elector de Saxònia, i va ser atorgat a vuit dels seus partidaris polítics i diplomàtics més propers. Des d'aleshores s'ha concedit als polonesos més distingits pels seus mèrits i als representants més alts dels països estrangers.
L'Orde de l'Àguila Blanca està lligada a una cinta morada que es penja sobre l'espatlla esquerra al costat dret. L'estrella de l'Orde, antigament brodada, es porta al costat esquerre del pit.

## Història

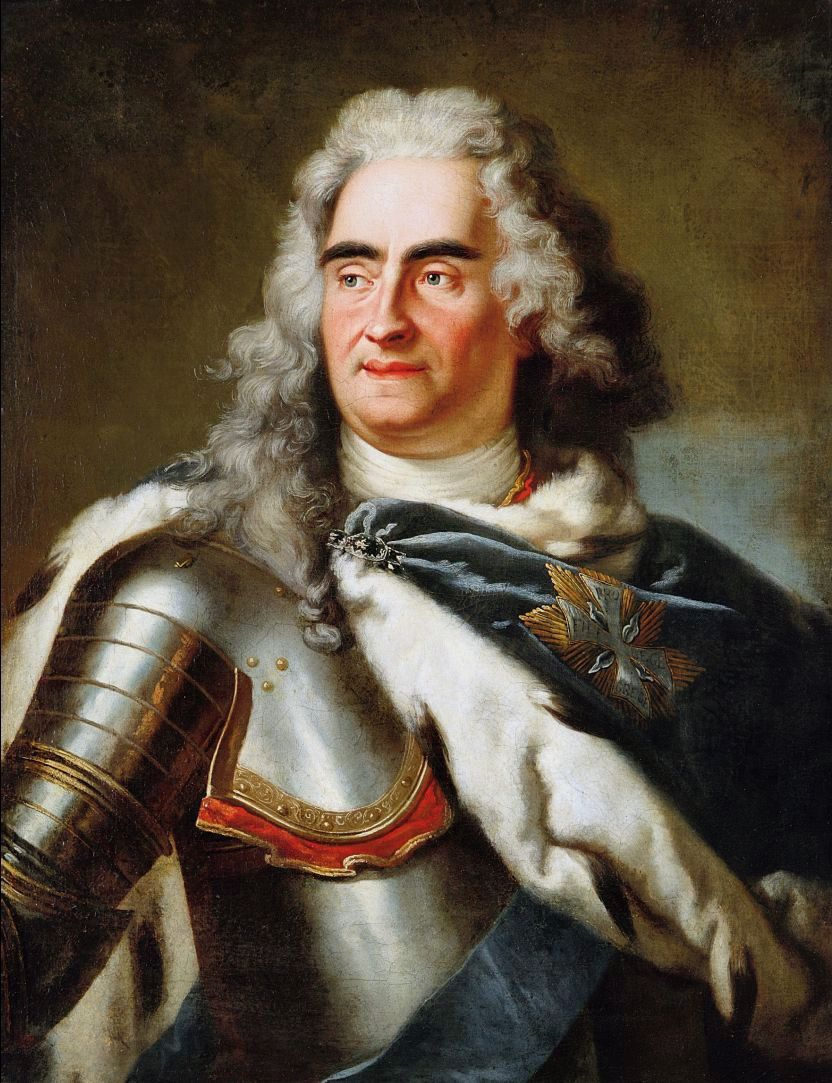
August el Fort amb l'Orde original de l'Àguila Blanca amb una Gran Creu brodada. Retrat de Louis de Silvestre cap al 1718.

La insígnia de l'Orde de l'Àguila Blanca era originàriament una medalla d'or ovalada d'esmalt vermell amb una imatge de l'àguila blanca polonesa a la seva cara frontal, i el monograma reial d'August II el Fort sobre espases creuades a l'anvers, usada en una llaç blau clar. La insígnia de l'àguila blanca va ser substituïda per una de creu de Malta el 1709. El 1713 es portava des del coll, amb una faixa blava i una estrella. August va limitar el nombre de cavallers a 72, però només va conferir l'Orde 40 vegades abans de la seva mort el 1733. El seu fill, August III, però, va atorgar l'Orde més de tres-centes vegades. August es va inspirar per fundar l'Orde per l'exemple de la recent fundació per part de Pere el Gran de l'orde rus de Sant Andreu (de la qual ell mateix havia estat nomenat un dels primers cavallers per l'emperador rus), i sobretot per l'exemple de la prestigiosa orde francesa de l'Esperit Sant, amb la qual la cinta blau clar, i l'estrella amb un ocell, tenen una gran semblança, i que també havia inspirat l'orde de Sant Andreu de Pere el Gran.
Inicialment, la creació de l'Orde va ser fortament oposada per molts membres de la noblesa polonesa, ja que la pertinença a l'Orde conferia una distinció que violava la tradicional igualtat de tots els nobles polonesos. Com que l'Orde no tenia cap patró, August II va fer del 2 d'agost la festa de l'Orde. El seu fill, August III, però, va canviar el dia de la festa de l'Orde al 3 d'agost.

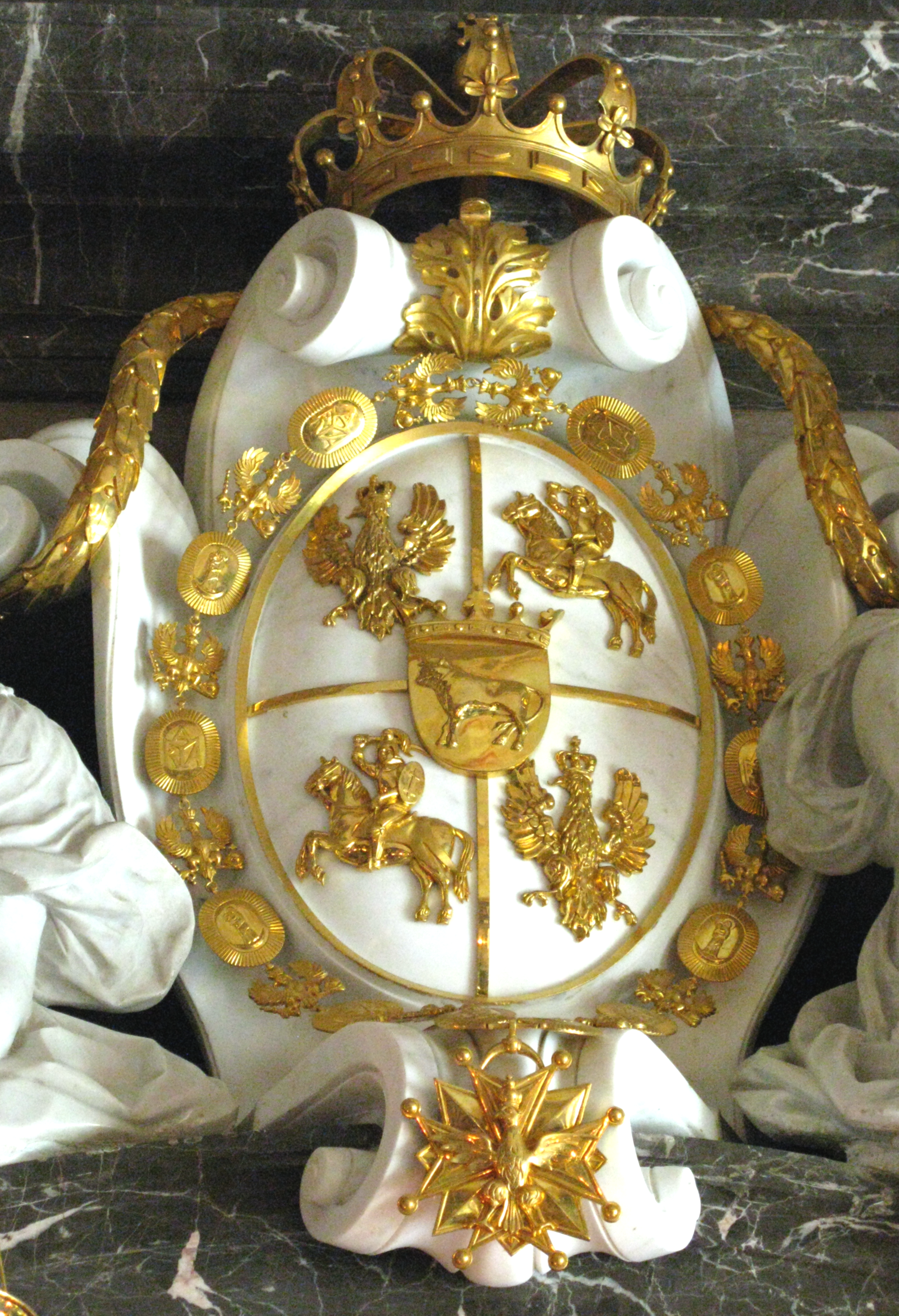
Escut d'Estanislau II August amb collar de l'orde de l'Àguila Blanca

Sota la Tercera Partició de Polònia el 1795, l'Orde va ser abolida. Va ser renovat l'any 1807 com el màxim premi del Ducat de Varsòvia, creat per Napoleó Bonaparte. De 1815 a 1831, va ser atorgat al Congrés Regne de Polònia.
Després que les tropes russes van reprimir l'aixecament polonès de 1830-31 al Congrés de Polònia, l'Orde de l'Àguila Blanca va ser "annexionada" oficialment per Nicolau I, i el 17 de novembre de 1831 va passar a formar part del sistema d'honors imperial rus. La insígnia d'aquesta nova orde Imperial Russa de l'Àguila Blanca es va modificar per assemblar-se més a les de les ordes russes. Va romandre en aquesta forma fins a la revolució russa de 1917, en què va caure l'Imperi rus.
L'Orde de l'Àguila Blanca es va convertir oficialment en la màxima condecoració de Polònia per llei del Parlament del 4 de febrer de 1921, i la insígnia va ser redissenyada. Durant l'interbellum (1921-1939), l'Orde va ser atorgada a 24 ciutadans polonesos i 87 estrangers, entre els quals hi havia 33 monarques i caps d'estat, 10 primers ministres i 15 ministres d'estat més, i 12 membres de famílies reials.
Després de 1948, quan va néixer la República Popular de Polònia, l'Orde de l'Àguila Blanca ja no es va concedir, però mai va ser abolida oficialment. També va ser utilitzada pel govern polonès a l'exili. Després de l'enfonsament del comunisme, l'Orde va ser novament reintegrat el 26 d'octubre de 1992, el govern polonès a l'exili ja havia presentat el segell i els arxius de l'Orde a Lech Wałęsa. La primera persona a rebre l' Àguila Blanca després de la seva reincorporació va ser el Papa Joan Pau II. El President de Polònia com a cap d'estat del país és el Gran Mestre de l'Orde.

## Insígnies

### Insígnia de 1713

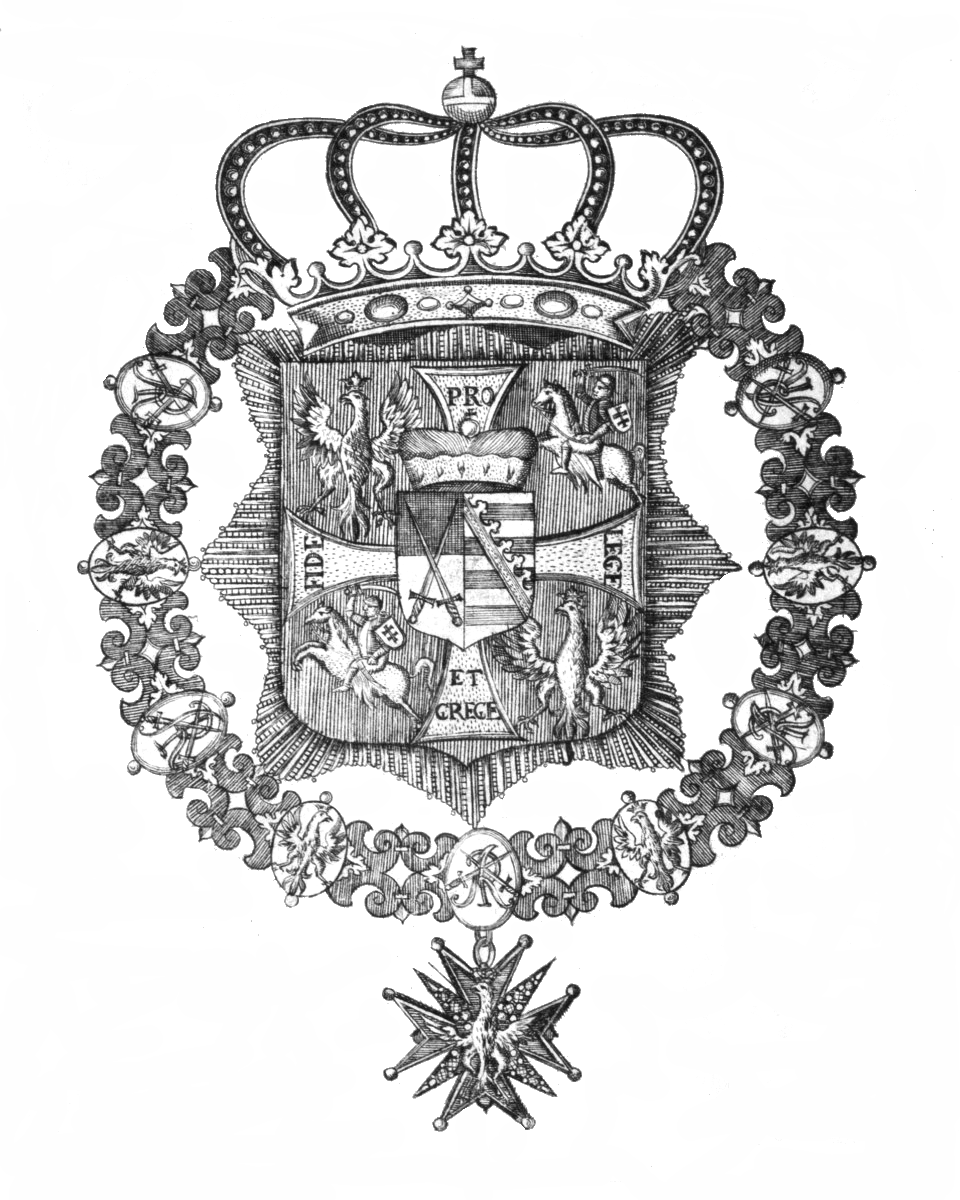
Estrella Reial de l'Orde de l'Àguila Blanca d'August II el Fort abans de 1730

La insígnia de 1713 era una creu de Malta esmaltada en vermell amb vores blanques amb diamants encastats en cadascuna de les boles als vuit punts de la creu i amb raigs de diamants que apareixien entre cadascun dels punts de la creu, és a dir, un raig més gran entre cadascun dels braços de la creu i un raig més petit entre cadascun dels dos punts d'aquests braços. Al centre de la creu hi havia una àguila esmaltada blanca en alt relleu amb les ales desplegades i mirant a l'esquerra i amb una corona reial engastada de diamants al cap. A la part superior de l'encreuament entre els dos punts superiors hi havia un enllaç semicircular amb tacs de diamants per on passava un anell de diamants per on, al seu torn, passava la cinta de color blau clar des de la qual es portava.

El revers d'aquesta creu maltesa estava esmaltat de blanc amb vores vermelles i tenia al centre un medalló d'or ovalat amb e monograma reial coronat del fundador damunt de dues espases creuades preses dels seus braços com a Arxi-Mariscal del Sacre Imperi Romanogermànic.
L'estrella de l'orde constava d'una estrella d'or de vuit puntes amb raigs rectes que portava una creu patent esmaltada blanca amb vores vermelles amb raigs daurats entre els braços i amb una roseta daurada al centre. Els braços d'aquest creu portaven el lema "Pro Fide, Lege et Rege" (Per la fe, la llei i el rei) en lletres daurades.
El rei de Polònia també podia portar la creu d'un collar de 24 enllaços alterns d'àguiles esmaltades en blanc, coronades i sostenint ceptres i orbes, i òvals esmaltats de color blau fosc, envoltats de raigs d'or, amb imatges de la Mare de Déu esmaltades de cos sencer, coronada, vestida de rosa i blau pàl·lid i sostenint el Nen Crist al braç esquerre i amb un ceptre d'or a la mà dreta i les lletres del seu nom, "MARIA", disposades en un monograma estilitzat d'esmalt blanc. Aquest collar va ser fet per a la coronació d'Estanislau II August, l'últim rei de Polònia, però l'escut del fundador, August el Fort, mostra la creu de l'Orde penjada d'un collar de disseny molt diferent.

### Insígnies durant les particions

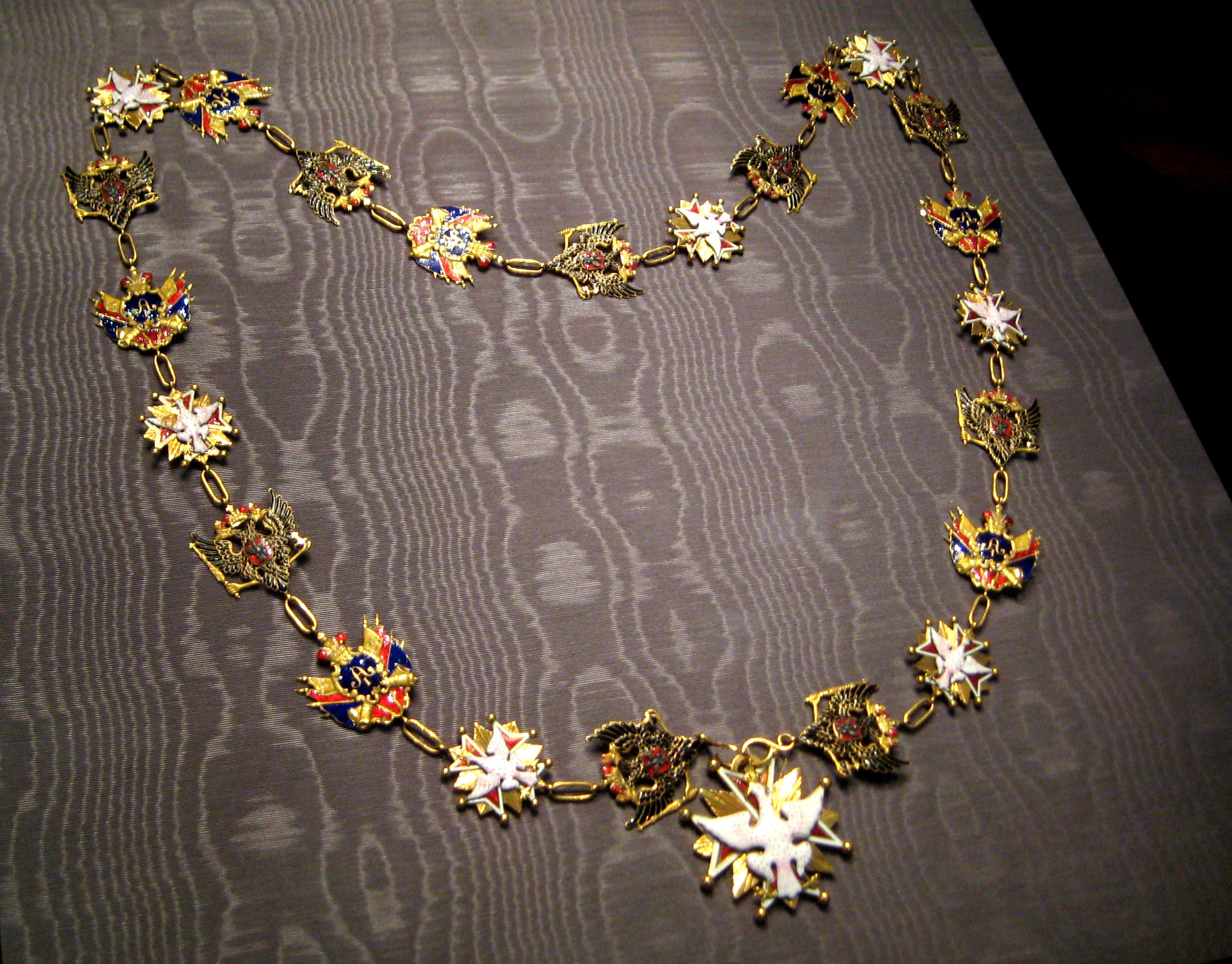
Collar de l'Orde de l'Àguila Blanca

La insígnia de l'orde consistia en una àguila bicéfala coronada d'or esmaltada en negre, amb una creu superposada al pit: es tractava d'una creu de Malta daurada esmaltada en vermell amb contorn d'esmalt blanc i raigs daurats entre els braços. A la creu es va sobreposar una àguila coronada d'esmalt blanc amb les ales desplegades , mirant a l'esquerra (l'escut de Polònia). Al revers, l'àguila bicéfala portava al centre de l'esquena una petita creu esmaltada amb vores vermelles amb una roseta daurada al centre amb raigs daurats entre els braços. L'àguila negra de dos caps penjava pels seus dos caps coronats d'una corona imperial russa esmaltada, que, al seu torn, penjava d'una cinta de moaré de seda blau fosc.
L'estrella de l'orde consistia en una estrella d'or de vuit puntes amb raigs rectes; el disc daurat central portava una creu de creu esmaltada blanca amb vores vermelles amb una roseta daurada al seu centre i raigs daurats entre els braços, envoltada per un anell d'esmalt blau que portava el lema " Pro Fide, Lege et Rege " (Per la fe, la llei i el rei).

### Insígnia després de 1921

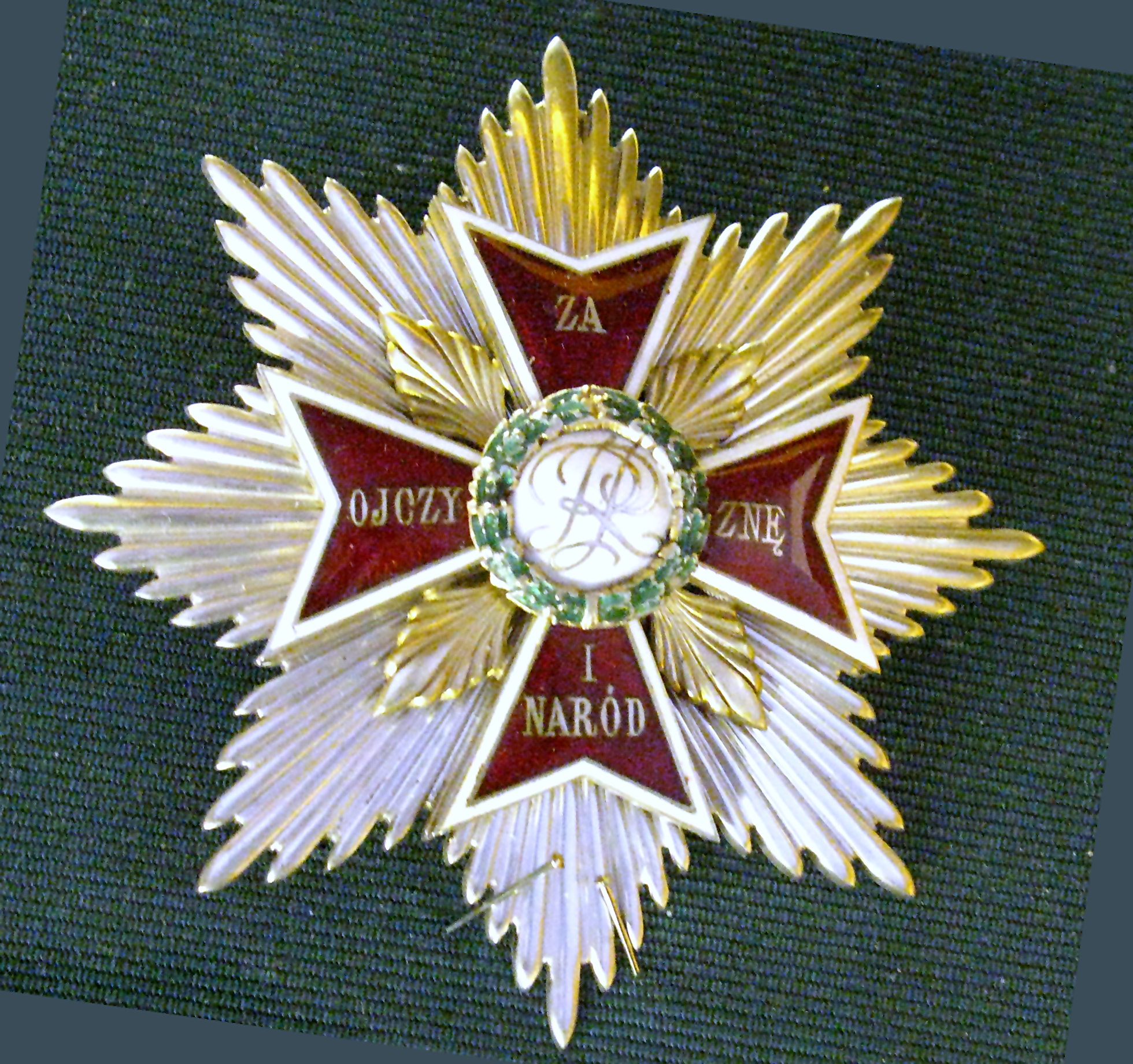
Estrella de l'orde actual

La insígnia de l'orde consisteix en una creu de Malta daurada esmaltada en vermell amb contorn d'esmalt blanc i amb ratlles daurades semblants a una palmeta entre els braços. Una àguila coronada d'esmalt blanc amb les ales desplegades, mirant a l'esquerra (l'escut de Polònia) està superposada a la creu. Es porta amb una faixa llisa de color blau clar. Aquest disseny reflecteix clarament un retorn al disseny essencial de la insígnia de 1713, però sense els diamants de la insígnia anterior.

El revers de la insígnia porta la mateixa Creu de Malta amb raigs daurats que la part frontal i aquesta creu té el mateix disseny que la de l'estrella de l'orde, excepte que els braços de la creu no estan esmaltats en vermell, és a dir, només estan esmaltats el contorn de la creu i el seu disc central amb la seva corona de roure que l'envolta.
L'estrella o placa de l'orde consta d'una estrella de plata de vuit puntes amb raigs rectes, amb una creu de Malta daurada, esmaltada en vermell amb un contorn d'esmalt blanc i amb raigs daurats com una palmeta entre els braços, superposats. El lema de l'orde, "Za Ojczyznę i Naród" (Per la Pàtria i la Nació), apareix als braços de la creu. El disc central és d'esmalt blanc amb el monograma "RP" (Rzeczpospolita Polska) envoltat per una corona de roure esmaltat verd.

## Cavallers de l'Orde
- El papa Joan Pau II
- El Canceller d'Alemanya Helmut Kohl
- El Mariscal de Polònia Edward Smigly-Rydz
- El President de Polònia Lech Wałęsa
- L'Emperador Napoleó Bonaparte
- El General Comte Tadeusz Komorowski
- El General Stefan Rowecki
- El General Aleksandr Suvórov